# Stein, Limburg
Stein (phát âmⓘ) là một đô thị ở đông nam Hà Lan.

## Các trung tâm dân cư
- Berg aan de Maas (Bèrg oan de Moas)
- Catsop (Katsep)
- Elsloo (Aelse)
- Maasband (Moasbendj)
- Meers (Meas)
- Nattenhoven (Nattenoave)
- Stein (Sjtein)
- Urmond (Uermend)